# Praalgraf van Francisco Marcos de Velasco

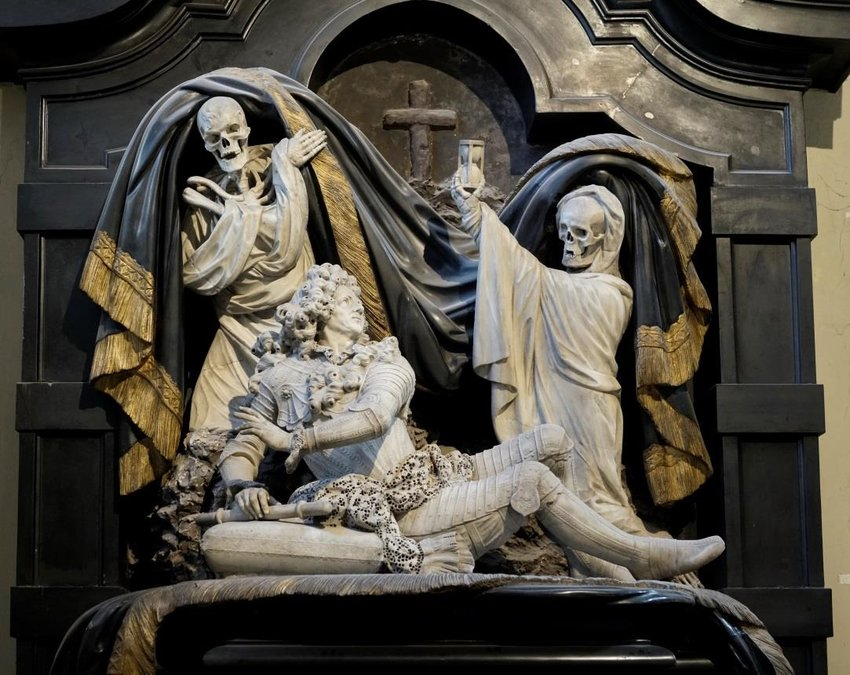
Praalgraf

Het praalgraf van Francisco, markies del Pico de Velasco  is een graf gehouwen in 1693 door steenhouwer Pieter Scheemaeckers, in de Sint-Jacobskerk te Antwerpen
De beeldengroep is uit witte marmer gehouwen, en beeldt de markies in wapenuitrusting uit. Don Francisco was in de 17e eeuw slotvoogd van de Antwerpse citadel. Na de dood van deze slotvoogd in 1693 ontwierp Pieter Scheemaeckers deze dramatisch opgevatte beeldengroep. De slotvoogd die tevergeefs de dood tracht af te weren, vormt het centrale thema van dit werk. Het geheel herinnert aan de monumentale pauselijke grafmonumenten van Gian Lorenzo Bernini in Rome zowel door de theatrale opstelling als de combinatie van marmers en kleuren.